# Carmen (singel Stromae’a)
„Carmen” – siedemnasty singel belgijskiego muzyka Stromae’a, pochodzi z jego drugiego albumu studyjnego Racine carrée.

## Lista utworów
- Digital download (30 marca 2015)[1]

1. „Carmen” – 3:08

9 czerwca 2015 roku został opublikowany Handsome Habibi Remix.

## Teledysk
Teledysk do utworu wyreżyserowany przez Sylvaina Chometa został opublikowany 1 kwietnia 2015 roku.

## Notowania na listach przebojów
| Kraj              | Lista (2013/2015/2016) | Najwyższa pozycja |
| ----------------- | ---------------------- | ----------------- |
| Belgia (Flandria) | Ultratop 50 Singles    | 31                |
| Belgia (Walonia)  | Ultratop 50 Singles    | 46                |
| Francja           | Top 200 Singles        | 67                |

## Występy na żywo
Stromae wykonał utwór na żywo podczas Jimmy Kimmel Live! w 2015 roku.